# رابرت درو
رابرت درو (انگلیسی: Robert Drew؛ ۱۵ فوریهٔ ۱۹۲۴ – ۳۰ ژوئیهٔ ۲۰۱۴) یک کارگردان اهل ایالات متحده آمریکا بود. وی بین سال‌های ۱۹۵۵ تا ۲۰۱۴ میلادی فعالیت می‌کرد.